# 卡魯思 (密蘇里州)
卡魯思（英語：Caluth）是位於美國密蘇里州鄧克林縣的非建制地區。

## 歷史
卡魯思的郵局於1882年設立，其後於1913年停運。

## 地理
卡魯思所處的海拔為高於海平面79米（即259英呎），而該地所採用的時區為UTC-6，即北美中部時區（CST）。同時該地設有夏令時間，為UTC-6調快一小時，即UTC-5（CDT）。